# Al Haig Plays the Music of Jerome Kern
Al Haig Plays the Music of Jerome Kern (auch Helen Merrill Presents Al Haig Plays the Music of Jerome Kern) ist ein Jazzalbum des Pianisten Al Haig mit Kompositionen von Jerome Kern. Die Aufnahmen entstanden 1978 im Downtown Sound Studio, New York City und erschienen im selben Jahr als LP auf dem japanischen Label Trio Records. Diese Session wurde vier Jahre vor seinem Tod im Jahr 1982 aufgenommen und war sein vorletzter Studiotermin.

## Hintergrund
Zu diesem Zeitpunkt hatten amerikanische Labels Jazzgrößen weitgehend abgeschrieben, notierte Marc Myers, und japanische Plattenfirmen wie Trio Records sahen eine Chance, insbesondere für ihren jazzbegeisterten Markt, Veteranen wie Haig aufzunehmen. Produziert wurde das Album von der Sängerin Helen Merrill, die bei einem Lied (They Didn’t Believe Me), begleitet von Haig zu hören ist. Die Versionen von Yesterdays, All the Things You Are, Can I Forget You? und The Folks Who Live on the Hill sind Solo-Darbietungen Haigs. Plays the Music of Jerome Kern erschien in CD-Form 1998 auf Gitanes Jazz Productions.

## Titelliste
- Al Haig: Plays the Music of Jerome Kern (Inner City Records – IC 1073[3])
  1. The Way You Look Tonight (Kern/Dorothy Fields) 7:32
  2. Dearly Beloved (Kern/Johnny Mercer) 3:54
  3. Yesterdays (Kern/Otto Harbach) 3:33
  4. All the Things You Are (Kern/Oscar Hammerstein II) 4:43
  5. Can I Forget You (Kern/Oscar Hammerstein II) 3:01
  6. The Folks Who Live on the Hill (Kern/Oscar Hammerstein II) 4:39
  7. I’m Old Fashioned (Kern/Johnny Mercer) 5:00
  8. The Song Is You (Kern/Oscar Hammerstein II)  5:24
  9. They Didn’t Believe Me (Kern/Herbert Reynolds) 2:33

## Rezeption
Nach Ansicht von Marc Myers (Jazzwax) erinnert dieses Album daran, dass Haig in den 1940er Jahren außergewöhnlich war, als der Markt von großen Pianisten überflutet wurde, und als in den 1970er Jahren und darüber hinaus seine Herangehensweise erschreckend schön klang. Glücklicherweise kümmerten sich japanische Labels immer noch darum. Nach Meinung des Autors spielten Haig und Nasser „so gut zusammen, dass das Hinzufügen eines Schlagzeugers überflüssig war.“ Wie so viele Alben Haigs unter eigenem Namen, erinnere dieses daran, „wie kristallinen er spielte. Haig sei ein Bebop-Veteran gewesen, der mit feiner Sensibilität swingen konnte. Wie Bud Powell konnte sich Haig mühelos von der Hektik des Bops in Passagen von launischer Eleganz verwandeln, als würde er dem Zuhörer eine Tasse heiße Schokolade als Belohnung anbieten.“.

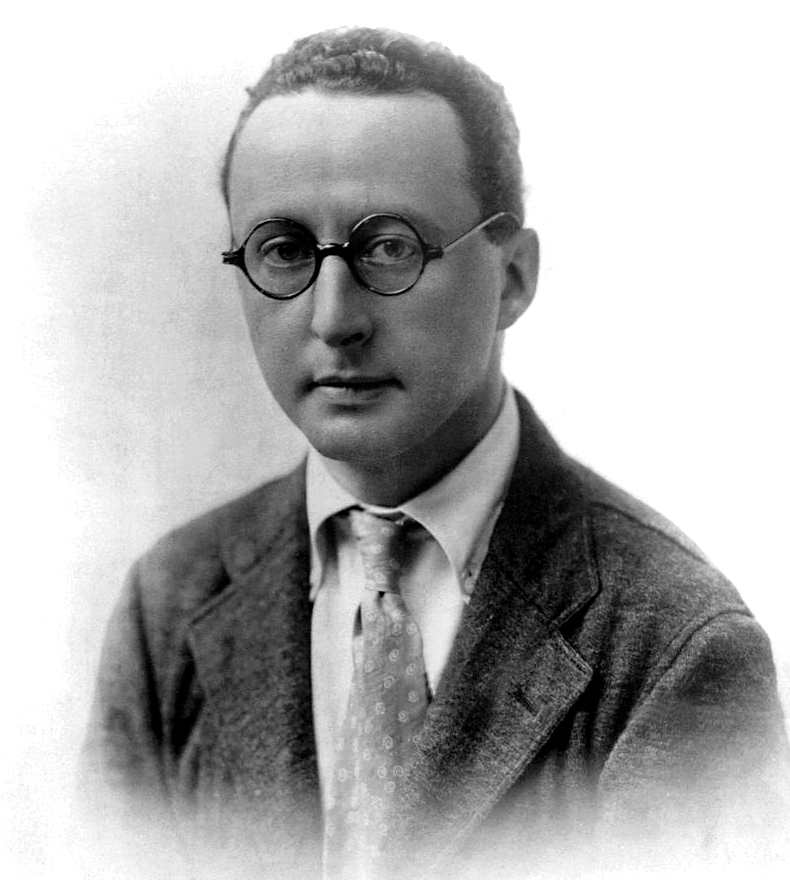
Jerome David Kern

„Dies ist Haig vom Feinsten – groß, breit, übermütig, verantwortungsbewusst und üppig. Zusätzlich zu seinen überragenden Pedaltönen und großartigen Voicings schlägt Haig die Tasten mit bewegender Kraft und setzt die besten improvisierten Läufe ein, ohne dabei die herausragende Qualität von Kerns Kompositionen zu verlieren.“ Nach Ansicht Myers’ ist Al Haig Plays the Music von Jerome Kern eines seiner schönsten Alben aus Haigs Spätwerk. Sängerin Helen Merrill – auf einem Track zu hören – lieferte „eine atemberaubende und wunderbar geometrische Wiedergabe“ von They Did't Believe Me.
Scott Yanow vergab an das Album drei (von fünf) Sterne und würdigte es als „geschmackvollen, aber eher obskuren Set“. Von Jerome Kerns Songs, die lange Zeit ein Medium für Jazzimprovisationen waren, habe Al Haig einige der besten für diese Session ausgewählt, darunter The Way You Look Tonight, All the Things You Are und The Song Is You.